# Мате Балота
Мийо Миркович (хорв. Mijo Mirković; 28 сентября 1898, Ракаль, Королевство Венгрия, Австро-Венгрия — 17 февраля 1963 или 16 февраля 1963, Загреб), также известный под псевдонимами Михо и Мате Балота, — выдающийся хорватский поэт, прозаик и экономист. Считается одним из самых выдающихся хорватских поэтов XX века и часто его называют величайшим истрийским поэтом; Тоне Перушко назвал его «величайшим истрийцем после лабинца Матии Влачича». 
Миркович родился в Ракале, на юго-востоке Истрии. Его семья была эвакуирована в Моравию в начале Великой войны. По возвращении в Хорватию он работал журналистом в Пуле, а затем переехал в Загреб, где окончил факультет гуманитарных и социальных наук. Позже он изучал экономику и социальные науки в Берлине и Франкфурте, куда он отправился, чтобы изучить оригинальные рукописи Матии Влачича. Он получил докторскую степень во Франкфуртском университете в 1922 году, а затем преподавал в Осиеке, Суботице и Белграде. После Второй мировой войны он до самой смерти был профессором экономического факультета в Загребском университете. Член Югославской академии наук и искусств с 1947 года, он был её генеральным секретарём с 1958 по 1961 год, а в 1960 году получил Премию за выдающиеся достижения.
Миркович — один из самых уважаемых хорватских поэтов. Помимо поэзии, он также известен своими повествовательными и научно-популярными книгами, а также работами по экономике. Он опубликовал множество обсуждений, книг и учебников по теории внешней и внутренней торговли, промышленной политике, народному хозяйству, истории экономики и экономики сельского хозяйства, к этим работам относятся «Торговля и внутренняя торговая политика» (1931), «Внешняя торговая политика» (1932), «Промышленная политика» (1936 г.), «Аграрная политика» (1940 г.), «Экономическая структура Югославии 1918–1941» (1950 г.) и «Экономическая история Югославии» (1958 г.).
Его самым известным поэтическим произведением является сборник «Драги камень», опубликованный в Загребе в 1938 году и названный в честь стихотворения 1931 года, позже он был опубликован ещё в нескольких изданиях. Книга описывается как ностальгический опыт об Истрии; конференция, названная в честь книги, проводится в Ракале с 1968 года в честь Мирковича. Среди других его книг — «Стара Пазинска Гимназия» и «Пуна е Пула», последняя монография, в которой Миркович сочетает художественную литературу с документальной работой. Эти реалистические тексты изображают быт истрийских деревень, со счастливыми и трагическими моментами жизни истрийцев. Его единственный роман — «Tijesna zemlja: roman iz istarskog narodnog života» (Тесная земля: роман из истрийской народной жизни, 1946), экономическое и социальное исследование, в котором он изображает жизнь истрийской деревни со второй половины XIX века до 1940-х годов, прослеживая жизнь семьи на протяжении трёх поколений.

## Биография
Мийо Миркович родился в Ракале, Истрия, на берегу Кварнерского залива, в то время это была часть Австро-Венгерской империи. Он посещал начальную школу в родной деревне, основанную его отцом Анте Мирковичем-Гаспичем. Ещё до своего девятого дня рождения Миркович уже работал помощником машиниста на судах, перевозивших камни из Ракаля в Анкону. Позже он работал на местных шахтах, в типографии и на железной дороге. 

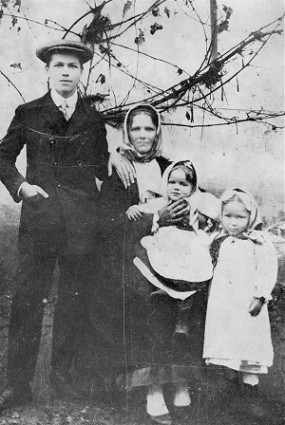
Юный Миркович с матерью Марией и сёстрами в Моравии

Миркович учился в средней школе Velika državna gimnazija u Pazinu («Королевская большая государственная гимназия») в Пазине, а затем в Забржеге, в Чехии. Его семья была эвакуирована в Моравию после начала Первой мировой войны.
Позже он вернулся в Истрию, работая журналистом и редактором пулской газеты Hrvatski list. Миркович находился в Пуле во время падения Австро-Венгерской монархии. 
С 1919 года изучал философию и славистику в Загребе и Белграде. Позже он изучал экономику и гуманитарные науки в Берлине и Франкфурте-на-Майне, где в 1922 году получил докторскую степень по экономике, защитив диссертацию на тему «O glavnom razlogu gospodarske zaostalosti slavenskih naroda» («О главной причине экономической отсталости славянских народов»). Диссертация хранится в библиотеке Франкфуртского университета.
Миркович решил поехать учиться во Франкфурт, потому что там хранились рукописи Влачича (Флация), которого он считал «величайшим истрийцем всех времён». Его исследования рукописей Влачича во Франкфурте позже легли в основу его обширной и хорошо документированной работе о реформаторе. В межвоенный период он работал заместителем профессора в нескольких местах по всей бывшей Югославии, в том числе в Торговой академии в Осиеке и Морской академии в Бакаре. Он преподавал в юридической школе Суботицы (1928–39) и в Белградской школе экономики. Миркович также посетил многие европейские университеты, а также научные и культурные центры.

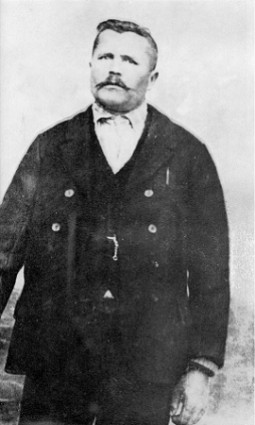
Анте Миркович, отец Балоты

1930-е годы были чрезвычайно плодотворным десятилетием для Мирковича. В это время он интенсивно изучал жизнь и творчество Матии Влачича Иллирийского, впоследствии опубликовал работы «Флациус» (1938); «Матия Влачич» (1957); «Матия Влачич Иллирийский» (1960). Монография Matija Vlačić-Ilirik I–II, появившаяся в результате этих исследований, была опубликована посмертно. Сообщается, что интерес Мирковича к уроженцу Лабина Флациусу восходит к его детству и, возможно, передался ему от его матери, которая была родом из Скитачи, в Лабинштине.
В 1938 году он опубликовал одно из своих самых известных произведений — чакавский сборник стихов «Драги камень» (буквально «Дорогой камень», а также «Драгоценный камень»). Этот сборник имеет «тему Родины и сильный социальный тон, с ностальгическим опытом Истрии». 
Во время Второй мировой войны он завершил свой единственный роман «Тесная страна: Роман из истрийского народного быта (Tijesna zemlja. Roman iz istarskog narodnog života, 1946). Он объединил документальные и художественные произведения в своей книге «Puna je Pula» (1954). Другая известная книга Мирковича — «Stara Pazinska Gimnazija» (1950). Веристские произведения Мирковича изображают быт истрийских деревень, счастливые, грустные и трагические моменты жизни истрийцев.
Миркович участвовал в Парижской мирной конференции и тем самым способствовал присоединению Истрии к Хорватии. С 1957 года и до своей смерти он был профессором экономического факультета в Загребе. В 1960 году он получил Премию за выдающиеся достижения. С 1947 года он был действительным членом Хорватской академии наук и искусств, генеральным секретарём которой был с 1958 по 1961 год. 
Миркович опубликовал большое количество университетских учебников и работ по экономике, в том числе «Экономическую историю Югославии» (1958). Он был одним из самых плодовитых авторов по экономике в период между двумя мировыми войнами. Он опубликовал работы по истории экономики и дискуссии в области теории внешней и внутренней торговли, аграрной экономики и промышленной политики. К таким работам относятся Trgovina i unutrašnja trgovinska politika («Торговля и внутренняя торговая политика»), 1931 г.; Spoljna trgovinska politika («Внешняя торговая политика»), 1932 г.; Industrijska politika («Промышленная политика»), 1936 г.; Agrarna politika («Аграрная политика»), 1940 г.; Ekonomska struktura Jugoslavije 1918–1941 («Экономическая структура Югославии 1918–1941 годов»), 1950; Ekonomika agrara FNRJ («Экономика сельского хозяйства Федеративной Народной Республики Югославии»), 1950 г.; Seljaci u kapitalizmu («Крестьяне и капитализм»), 1952; Ekonomska historija Juglavije («Экономическая история Югославии»), 1958 г.; Uvod u ekonomiku Juglavije («Введение в экономику Югославии»), 1959 год.
Миркович особенно любил Лабин и его жителей, возможно, из-за того, что его бабушка Мартина была из соседнего Лабина.
Он умер в Загребе и был похоронен в Ракале. Его похороны в Ракале «запомнились как самые крупные спонтанные похороны, которые когда-либо видела Истрия», на которые, как сообщается, приехали восемь тысяч человек со всех концов Кварнера и Истрии.

## Поэзия

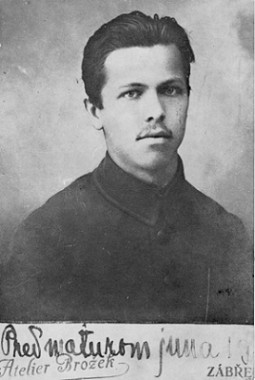
Мийо Миркович в молодости.

Миркович в 9 лет написал своё первое стихотворение «Курай» («Мужество») о мужестве рыбаков в море. В старших классах он основал журнал «Нада – Надежда», в котором также публиковал свои стихи.
Миркович считается одним из ведущих хорватских поэтов XX века, его часто называют величайшим истрийским поэтом и описывают как самого выдающегося истрийца всех времен, а Тоне Перушко называет его вторым величайшим истрийцем после Матии Влачича Иллирийского. 
Его поэзия оказала влияние на следующее поколение поэтов. Всего он опубликовал 50 стихотворений одинаково хорошего качества. Своей поэзией он «предвосхитил и затронул важные идеологические проблемы и экзистенциальные сомнения современного интеллектуала».
Южно-истрийский чакавский язык его стихов описывается как музыкальный и несколько архаичный. В его песнях у него самый нестабильный куплет, местами совершенно свободный. Ритм поэзии «часто следует ритму народных песен». «Отношение к стиху, стихосложению и метрике непредсказуемо», а стих заметно свободен, как и «отношение к языку и его грамматическим и орфографическим законам, независимо от того, написан ли он на диалекте или книжном стандарте». Его стихи затрагивают городские темы. Его сборник стихов «стал культовой книгой истрийских хорватов благодаря своей большой популярности». Мирковичу приписывают выражение в поэзии и журналистике «голоса [простых] людей Истрии». Он один из самых уважаемых хорватских поэтов.

## Проза
Его роман и косвенное автобиографическое произведение «Тесная земля: роман из истрийской народной жизни» (1946) и по сей день поляризует критиков. Это социально-экономическое исследование истрийских деревень во второй половине XIX — начале XX века. В этой книге он изображает жизнь истрийской деревни с 1870 по 1941 год. Роман рассказывает о жизни семьи на протяжении трёх поколений. Рассказчик говорит на хорватском языке, а персонажи общаются на диалекте юго-восточной Истрии.
Фельетоны и книги о путешествиях Мирковича, представляющие пока «недостаточно оценённую часть его творчества», подтверждают его статус одного из самых выдающихся хорватских писателей среднего течения хорватской литературы. Тематика его рассказов о путешествиях в некоторой степени дополняет работы Мирковича в других жанрах. Тематическая основа его творчества состоит из «социально-крестьянской нищеты, любовной темы, предательства и судеб эмигрантов», а также «путешествий, моря, мира детства […] идейного выбора и приверженности». Среди других его известных прозаических произведений — Proza i poezija («Поэзия и проза»), 1959 г., драма Smrtni grijeh («Смертный грех»), 1964 г., Избранные произведения (с Н. Павичем, П. Любичем и Драго Жервайсом в издании «Пять веков хорватской литературы», 1973) и отрывки из произведения «На красной истрийской земле», 1979.

## Память
В большинстве городов Кварнера и Истрии, а также в таких городах, как Риека, Задар и Пула, есть улица или площадь, посвящённая Балоте. Факультет экономики и туризма «Доктор Мийо Миркович» в Пуле обязан своим названием Мирковичу. Экономическая школа Мийо Мирковича в Риеке названа в его честь.
Научная конференция «Susreti na dragom kamenu» («Встречи на драгоценном камне») проводится каждый год в честь Мирковича в его родном Ракале. Исторический клуб истрийских студентов Mate Balota в Загребе назван в его честь. В его честь также назван паром MF Mate Balota компании Jadrolinija, в основном курсирующий вокруг Задара.